# Minardi
Minardi – włoski zespół wyścigowy założony przez Giancarlo Minardiego w 1979. Team zadebiutował w Formule 1 w sezonie 1985. Przez 20 lat startów (do końca sezonu 2005) uczestniczył w 340 wyścigach Grand Prix. Zespół nigdy nie wywalczył miejsca na podium. W 2005 roku ówczesny właściciel, Australijczyk Paul Stoddart, sprzedał Minardi koncernowi Red Bull, w wyniku czego został on przekształcony w zespół Scuderia Toro Rosso.

## Początki – lata 1960–1980
Historia startów Minardi sięga późnych lat 60, kiedy to Giancarlo Minardi startował w Fiacie 500. W 1972 roku założył on zespół Scuderia del Passatore, który wystawiał bolidy w Formule 2. Dwa lata później zespół obrał nazwę Scuderia Everest i wystawiał bolidy March-BMW dla Giancarlo Martiniego oraz Lamberto Leoniego. W roku 1976 Enzo Ferrari podarował zespołowi dwa bolidy Ferrari 312T, aby ten promował młodych kierowców z Włoch.
Giancarlo Martini rozbił jeden z nich na okrążeniu rozgrzewkowym podczas Race of Champions na torze Brands Hatch. Auto udało się naprawić i zespół pojawił się jeszcze w tym samym roku na International Trophy. Po tych wydarzeniach zespół skupił się na bolidach March-BMW. Martini skończył sezon Europejskiej Formuły 2 na siódmym miejscu.
W 1977 roku Minardi zakupiło Martini-Renault dla Giancarlo Martiniego, przy okazji podpisując umowę z Ferrari na dostawę silników Dino do dwóch nadwozi Ralt. Ralt-Ferrari prowadzone były przez Gianfranco Brancatelliego i Lamberto Leoniego. Leoni odniósł pierwsze zwycięstwo dla Scuderii Everest na torze Misano. W tym samym roku dla Minardi jeździli Elio de Angelis, Beppe Gabbiani i Clay Regazzoni na Chevron-Ferrari.

## Formuła 2 – lata 1980–1984
W roku 1980 do zespołu dołączył były inżynier Ferrari – Giacomo Caliri, który miał za zadanie stworzyć nadwozie Formuły 2. Wsparcie finansowe zapewnił zespołowi mecenas motosportu we Włoszech, Piero Mancini. Zostały wybudowane dwa bolidy Minardi-BMW M280. Ścigały się one w sezonie 1980 w Europejskiej Formule 2, a kierowcami byli Miguel-Angel Guerra oraz Bruno Corradi, Beppe Gabbiani i Johnny Cecotto. Zespół nie odniósł jednak większych sukcesów. W 1981 roku wyprodukowano model M281. Giancarlo Minardi podpisał kontrakt z Michele Alboreto, którego partnerem został Cecotto. Włoch zdobył pole postion w Pau Ville i wygrał wyścig w Misano. Po udanym sezonie Alboreto został kierowcą w Formule 1, natomiast zespół pozyskał dwóch młodych kierowców: Alessandro Nanniniego i Paolo Barillę. Caliri zmodyfikował bolid M281 do specyfikacji "B". W swoim debiucie w Formule 2 na torze Silverstone Nannini zajął piąte miejsce, a w Misano – drugie. Na sezon 1983 stworzono nowy samochód – M283. Kierowcami byli Nannini i Pierluigi Martini. Zespół zdobył dwa drugie miejsca. W Eifelrennen na Nürburgringu drugi był Nannini, a w GP dell Adriatico – Martini. Nannini zakończył sezon na 7 miejscu, Martini – 10. W ostatnim sezonie Formuły 2 obok Nanniniego dla Minardi jeździł Włoch Roberto del Castello. Najlepszym wynikiem było trzecie miejsce Nanniniego w GP di Mediterraneo.

## Minardi Team – lata 1985–1993

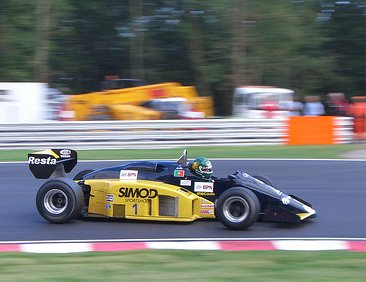
Minardi M185 na torze Brands Hatch w 2005 roku

### 1985
Bolid M283 był pierwszym zbudowanym z kompozytów. Nadwozie stworzone zostało z myślą o Formule 1 w 1984 roku, lecz program został zawieszony, gdyż nie udało się znaleźć silnika z turbodoładowaniem. Podczas sezonu odbyły się testy tego nadwozia z silnikiem Alfy Romeo, lecz ostatecznie Alfa odmówiła współpracy. Nannini nadal startował w Formule 2, ale nie odniósł większych sukcesów. Chiti, za namową Manciniego, opuścił zespół i założył firmę produkującą silniki – Motori Moderni. Pierwszym silnikiem napędzającym samochody Minardi w Formule 1 był Ford. Brytyjskie silniki były jednak słabe i nietrwałe, dlatego od Grand Prix San Marino korzystano z turbodoładowanych silników Motori Moderni. Nannini ciągle nie miał superlicencji, więc kierowcą był Pierluigi Martini. Martini, mimo że kwalifikował się do wyścigów, często ich nie kończył. Na 15 wyścigów, w których brał udział, ukończył zaledwie trzy. Minardi – bez punktu na koncie – zajęło 18 miejsce. Po sezonie Martini powrócił do Formuły 3000.

### 1986
Starty Minardi w sezonie 1986 nie były pewne z powodu skromnych funduszy. Mimo braku pieniędzy, zespół pojawił się na starcie pierwszego wyścigu sezonu – Grand Prix Brazylii. Nannini w końcu otrzymał pozwolenie na starty, a jego zespołowym partnerem został Andrea de Cesaris. Podobnie jak w poprzednim sezonie, samochody M185B i M186 nieczęsto dojeżdżały do mety. Minardi Team nie zdobył żadnego punktu i zakończył sezon na 12. miejscu w klasyfikacji konstruktorów. Po zakończeniu słabego sezonu, de Cesaris opuścił zespół.

### 1987
W sezonie 1987 do Nanniniego dołączył Hiszpan Adrián Campos. Jak w poprzednich dwóch sezonach, team nie ukończył większości wyścigów. Na 32 zgłoszenia w sezonie, samochody Minardi ukończyły wyścig czterokrotnie (trzy razy Nannini, raz Campos). Kierowcy kończą sezon na odległych miejscach bez żadnych punktów. Po zakończeniu sezonu, Nannini przeszedł do Benettona.

### 1988
W sezonie 1988 Minardi napędzane były Cosworthem DFV. Do Camposa dołączył jego rodak, Luis Pérez-Sala. Zespół używał modelu M188. Przed Grand Prix USA Wschód Campos został zastąpiony przez Martiniego, który ukończył ten wyścig jako szósty. Oznaczało to, że Minardi zdobyło pierwszy w historii punkt w Formule 1. Zespół zatrudnił 27-letniego Aldo Costę (specjalistę od zawieszeń) oraz Brytyjczyka Nigela Cowperthwaite'a, który zajmował się aerodynamiką.

### 1989
W sezonie 1989 Minardi ponownie podpisał kontrakt z włoskim dostawcą opon – Pirelli. W Grand Prix Wielkiej Brytanii Pierluigi Martini startujący z dziesiątej pozycji dotarł do mety na piątym miejscu, tuż przed Perezem-Salą. Punkty te pozwoliły kierowcom zespołu na branie udziału w bezpośrednich sesjach kwalifikacyjnych, bez potrzeby prekwalifikacji. W Portugalii Włoch po starcie z piątej pozycji utrzymał ją i zdobył kolejne dwa punkty. Wtedy też przez jedno okrążenie Martini prowadził w wyścigu – był to jedyny taki przypadek w historii Minardi. 5 listopada w Australii Martini ponownie dotarł do mety w czołowej szóstce – po starcie z trzeciej pozycji zajął w wyścigu szóste miejsce. Zespół ukończył sezon na 9 miejscu z 6 punktami. Martini był 15 w klasyfikacji kierowców, a Perez-Sala – 28.

### 1990
Sezon 1990 Pierluigi Martini rozpoczął od zakwalifikowania się w pierwszym rzędzie w Grand Prix Stanów Zjednoczonych, wyścig ukończył jednak na 7 miejscu. Partnerem Martiniego w drugim bolidzie został Paolo Barilla, który startował już dla Minardi podczas Grand Prix Japonii 1989, zastępując właśnie Martiniego. Na dwa wyścigi przed końcem sezonu, często nie kwalifikującego się Barillę, w Minardi M190 zastąpił inny Włoch – Gianni Morbidelli. Zespołowi ciągle brakowało funduszy. Mimo dobrego startu sezonu, zespół nie zdobył żadnego punktu.

### 1991
Giancarlo Minardi przed sezonem 1991 zapewnił zespołowi mocne silniki V12 od Ferrari. Skład kierowców pozostał bez zmian – nadal byli nimi Martini i Morbidelli (w ostatnim wyścigu Morbidelliego zastąpił Roberto Moreno. Ferrari podpisało umowę z Pioneerem, który pierwotnie miał być tytularnym sponsorem Minardi. To Pioneer miał w głównej mierze zapłacić za silniki Ferrari, tak więc kłopoty finansowe pozostały. Mimo tego, był to najlepszy sezon Minardi w historii. Martini dwukrotnie ukończył wyścig na czwartym miejscu (w Grand Prix San Marino i Grand Prix Portugalii). Zespół ponownie ukończył sezon z sześcioma punktami na koncie, lecz tym razem na siódmej pozycji w klasyfikacji konstruktorów. Martini był jedenasty w klasyfikacji kierowców.

### 1992
Na ósmy z kolei sezon startów nie udało się zapewnić silników Ferrari. Minardi podpisało umowę z Lamborghini na dostawę ich silników V12. Kierowcami bolidu M191B w sezonie 1992 byli Morbidelli oraz Brazylijczyk Christian Fittipaldi. Pieniądze ciągle stanowiły największy problem. Podczas kwalifikacji do Grand Prix Francji Fittipaldi uległ poważnemu wypadkowi i został zastąpiony przez Alessandro Zanardiego. Brazylijczyk powrócił jednak przed końcem sezonu i zdobył jedyny punkt Minardi w sezonie, w Japonii. Zespół zakończył sezon na 12 pozycji.

### 1993
Nadwozie do sezonu 1993 zaprojektował Gustav Brunner, który wcześniej współpracował m.in. z ATS, RAM, Ferrari, Zakspeedem i Leyton Housem. Kierowcami nowego M193 zostali Fittipaldi (którego na dwa ostatnie wyścigi zastąpił Jean-Marc Gounon) i Fabrizio Barbazza (którego po GP Francji zastąpił Martini). Samochody napędzały silniki V8 Forda. Pod koniec roku, Minardi Team, mające bardzo poważne problemy finansowe, połączyli się ze Scuderią Italia. Pomimo tego, ukończył sezon na ósmej pozycji wśród konstruktorów z 7 punktami (czwarte miejsce Fittipaldiego w RPA, piąte w Monako oraz dwa szóste miejsca Barbazzy – w Grand Prix Europy i San Marino).

## Minardi, Scuderia Italia i Fondmetal – lata 1994–2000

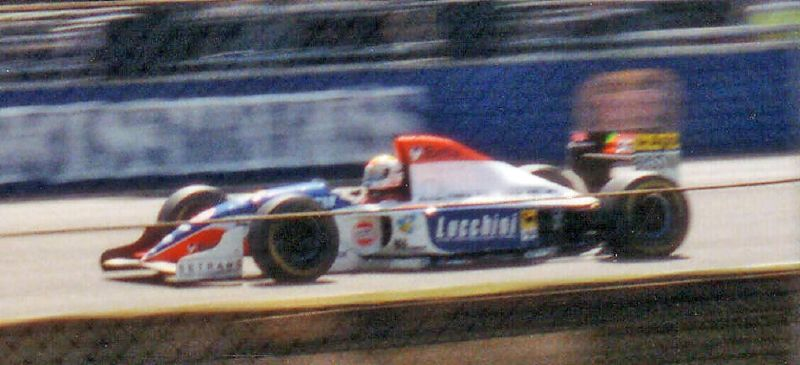
Pierluigi Martini w sezonie 1994

### 1994
W połowie sezonu 1993 Brunner odszedł do Ferrari. Na sezon 1994 zespół zatrudnił w charakterze kierowców Michele Alboreto oraz Martiniego. Minardi zdobyło 5 punktów (szóste miejsce Alboreto w Monako, piąte Martiniego w Hiszpanii i Francji) i ukończył sezon na dziesiątym miejscu. Te rezultaty pozwoliły podpisać wstępny kontrakt z firmą Mugen Honda na dostawy silników. Jednakże Mugen został ostatecznie dostawcą silników nie dla Minardi, a dla Ligiera. W tej sprawie Minardi pozwało firmę Mugen do sądu, a w ramach odszkodowania właściciel Ligiera, Flavio Briatore, wypłacił Minardi milion dolarów.

### 1995
W sezonie 1995 Minardi ponownie było napędzane silnikami V8 Forda. Kierowcami byli Pedro Lamy (zdobył jedyny punkt dla zespołu w sezonie, w ostatnim wyścigu w Australii), Pierluigi Martini i Luca Badoer. Słabsze wyniki mogły być spowodowane faktem, iż konstrukcja modelu M195 była specjalnie przygotowana pod silniki Mugen, których zespół nie otrzymał.

### 1996
Na rok 1996 podpisany został kontrakt z debiutantem, Włochem Giancarlo Fisichellą, który został partnerem Pedro Lamy’ego. W drugim i trzecim wyścigu sezonu Fisichellę w bolidzie M195B zastąpił Tarso Marques. Od Grand Prix Niemiec obok Lamy’ego jeździł Giovanni Lavaggi. Wskutek problemów finansowych Giancarlo Minardi sprzedał 70% udziałów nowemu konsorcjum, kontrolowanemu przez Flavio Briatore, w którego skład wchodzili także Gabriele Rumi z Fondmetalu i były kierowca Alessandro Nannini. Minardi i Scuderia Italia zachowały po 14,5% udziałów. Po sezonie Fisichella odszedł do Jordana. Sezon 1996 był pierwszym sezonem od 1990 roku, kiedy to Minardi nie zdobyło ani jednego punktu.

### 1997
W sezonie 1997 kierowcami zespołu zostali Włoch Jarno Trulli i Japończyk Ukyō Katayama. Katayama wniósł również wsparcie finansowe. Po Grand Prix Kanady Trulli odchodzi do Prosta, a jego miejsce zajmuje Tarso Marques. Silniki pochodziły od firmy Hart. Minardi w 1997 stosowało opony Bridgestone, będąc w grupie zespołów które jako pierwsze w sezonie debiutu japońskiej marki zdecydowały się używać ich ogumienia. Ponownie zespół nie zdołał zdobyć punktu.

### 1998
Porozumienie między Minardim a Briatore nie trwało długo, ponieważ Briatore starał się sprzedać swoje udziały w zespole koncernowi British American Tobacco. Minardi i Rumi zablokowali sprzedaż zespołu, a ostatecznie udziały Briatore wykupił Rumi. Zainwestowano w zatrudnienie nowych pracowników – do zespołu powrócili Brunner, Cowperthwaite i Fiorio. Sponsorów i pieniądze wnieśli Japończyk Shinji Nakano i Argentyńczyk Esteban Tuero, lecz rezultaty były bardzo słabe – najlepszym rezultatem zespołu było siódme miejsce Nakano w Grand Prix Kanady. W wyścigu tym Nakano walczył o szóstą pozycję z Janem Magnussenem, ale z powodu słabego samochodu nie był w stanie go wyprzedzić.

### 1999
W 1999 roku Minardi po raz pierwszy wystawiło auto z jednostką Ford V10. Nowi kierowcy, Hiszpan Marc Gené (który zapewnił wsparcie Telefóniki) oraz Włoch Luca Badoer zostali kierowcami nowego M01. Gené zdobył punkt w chaotycznym wyścigu o Grand Prix Europy, broniąc się na ostatnim okrążeniu przed atakami Eddiego Irvine'a, walczącego w tym czasie o tytuł mistrza świata. Przerwał tym samym złą passę trwającą od 3 lat, w których to Minardi nie zdobyło w sezonie ani jednego punktu. W tym samym wyścigu Luca Badoer jechał na czwartym miejscu, ale na 13 okrążeń przed metą w jego samochodzie zepsuła się skrzynia biegów. Mimo tych wyników Gabriele Rumi próbował sprzedać zespół, lecz próba ta nie powiodła się.

### 2000
Rok 2000 rozpoczął się od informacji, iż Rumi wykupił prawa od Forda na tuning ich silników. Od tej pory silniki te występowały pod nazwą Fondmetal. Kierowcami zostali Marc Gené, zachowujący Telefónikę jako sponsora Minardi oraz Gastón Mazzacane, który sprowadził do Formuły 1 południowoamerykańskie konsorcjum telewizyjne – PanAmerican Sport Network (PSN). W połowie 2000 roku znów nastąpiła próba sprzedaży Minardi, konsorcjum PSN, lecz umowa nie została sfinalizowana i w styczniu 2001 roku zespół przejął australijski biznesmen, właściciel linii lotniczych European Airlines, Paul Stoddart.

## European Minardi – lata 2001–2005

### 2001
Na bazie Minardi M02 z 2000 roku stworzono PS01. Kierowcami zostali młody Hiszpan Fernando Alonso i Brazylijczyk Tarso Marques, który podczas Grand Prix Włoch na torze Monza zastąpiony został przez Malezyjczyka Alexa Yoonga. Po odejściu Brunnera do Toyoty, dyrektorem technicznym znowu został Tredozi, który w Minardi wcześniej pracował w latach 1996–1998. Zakończyła się czteroletnia współpraca z Bridgestonem i podpisany został kontrakt z firmą oponiarską Michelin. Zadowalające rezultaty uzyskiwał jedynie Fernando Alonso, który w 2002 objął funkcję testera w Renault, by w 2003 reprezentować już barwy francuskiego zespołu w wyścigach.

### 2002

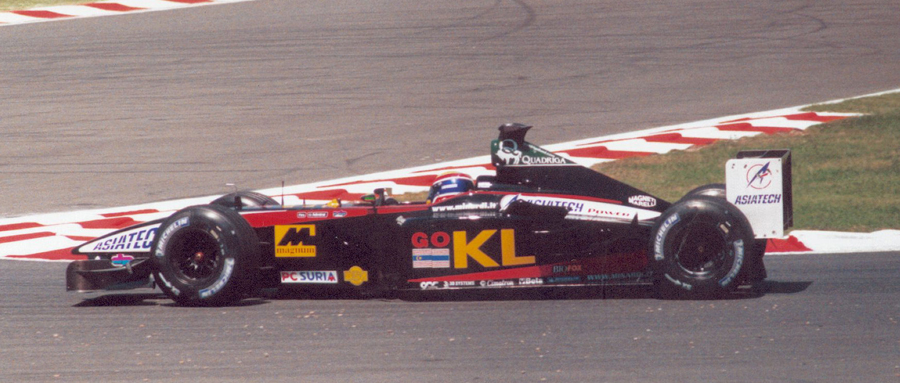
Mark Webber w Minardi PS02 podczas Grand Prix Francji w sezonie 2002

Alex Yoong pozostał na rok 2002 w Minardi, zapewniając tym samym pieniądze od sponsorów. Silniki o oznaczeniu AT02 V10 dostarczała firma Asiatech, która rok wcześniej współpracowała z Arrowsem. Drugim kierowcą został Australijczyk Mark Webber, do tej pory ścigający się w Formule 3000. Już w swoim pierwszym wyścigu, w Grand Prix Australii Webber zdobył dwa punkty, kończąc wyścig na 5. miejscu. Alex Yoong natomiast często nie zdołał na skutek limitu 107% kwalifikować się, a w samych wyścigach również spisywał się bardzo słabo. Dlatego na Grand Prix Belgii Yoonga zastąpił Anthony Davidson, były kierowca testowy BAR. Yoong wraca w Grand Prix Włoch, ale ponownie spisuje się słabo.

### 2003
Webber w 2003 przechodzi do Jaguara, a zespół zrezygnował z usług z Alexa Yoonga. Na ich miejsce zatrudniony został Holender Jos Verstappen oraz kolejny kierowca z Formuły 3000, Justin Wilson. Verstappen zapewnił wsparcie firmy Trust, natomiast Wilson sprzedał swoje udziały w przyszłych ewentualnych wynikach, na sumę 2,1 miliona dolarów. Zespół nadal borykał się z problemami finansowymi. W ciągu sezonu Bernie Ecclestone pomógł przetrwać Minardi. Gdy po Grand Prix Wielkiej Brytanii Jaguar zrezygnował z Antônio Pizzonii, Wilson zastąpił go, natomiast na jego miejsce w Minardi pojawił się Duńczyk Nicolas Kiesa. Zespół jako jedyny w całej stawce ukończył sezon z brakiem jakiegokolwiek punktu na swoim koncie.

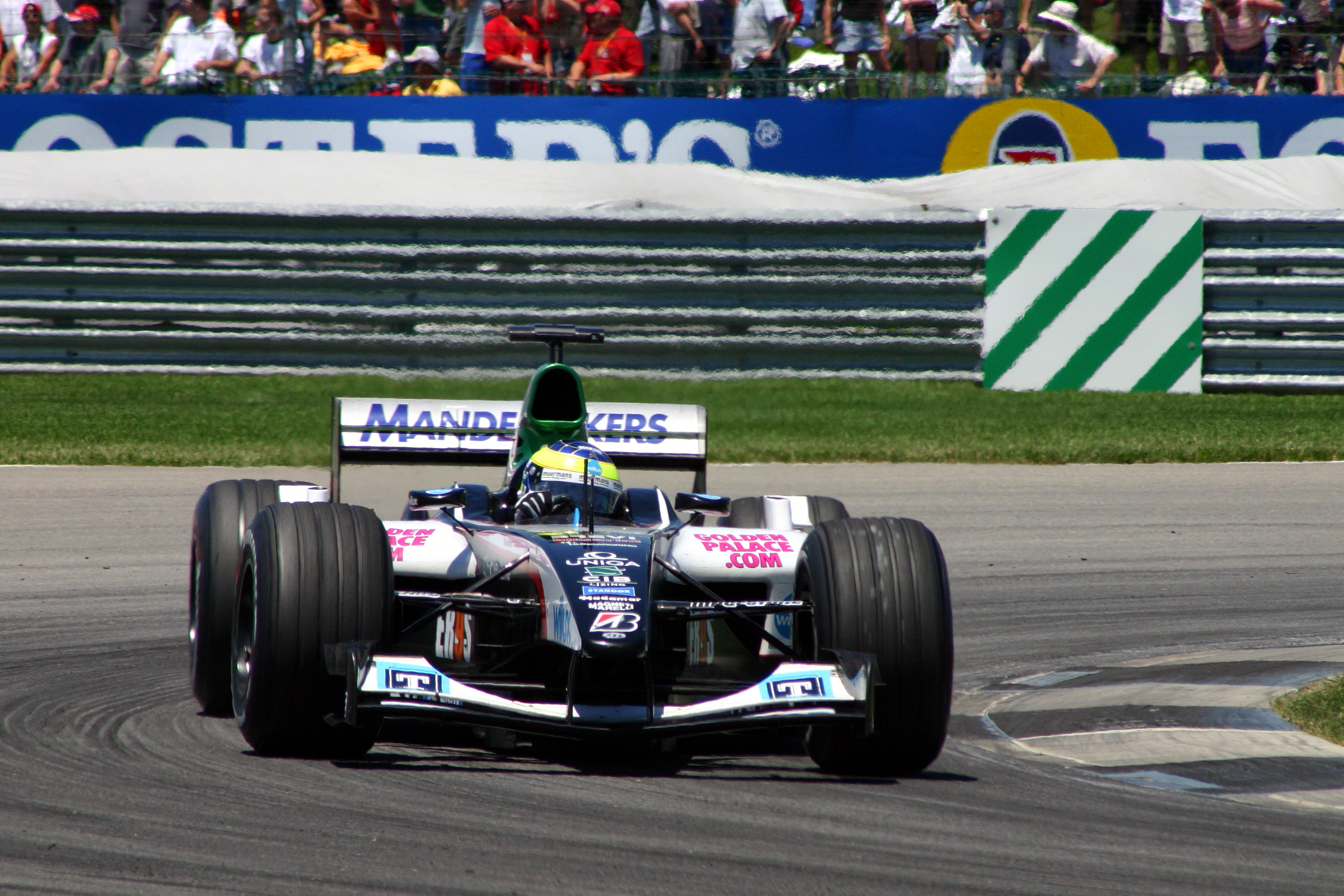
Zsolt Baumgartner w bolidzie PS05B podczas Grand Prix Stanów Zjednoczonych 2004

### 2004
W sezonie 2004 barwy zespołu z Faenzy reprezentowali Węgier Zsolt Baumgartner i Włoch Gianmaria Bruni. Podczas tego sezonu, zespół świętował dwudziestolecie obecności w Formule 1. Węgier wywalczył pierwszy punkt dla Minardi od 2 lat, co miało miejsce podczas Grand Prix Stanów Zjednoczonych, finiszując na ostatnim, 8 miejscu.

### 2005

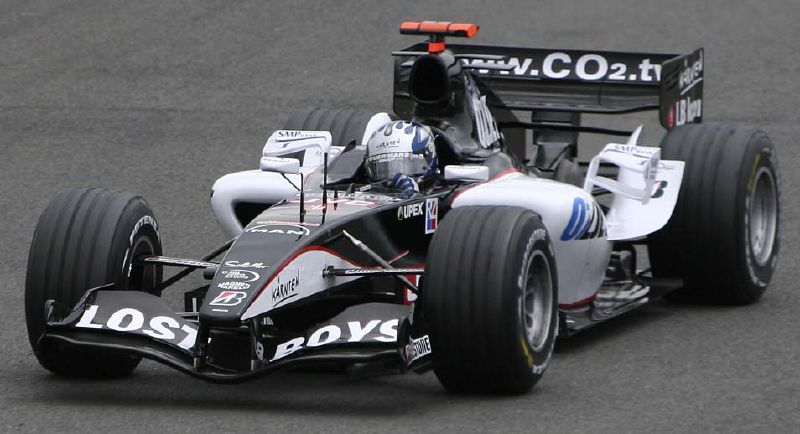
Patrick Friesacher w Minardi PS05, ostatnim bolidzie zespołu z Faenzy

W ostatnim sezonie startów kierowcami Minardi byli Christijan Albers i Patrick Friesacher. Zdobyli oni 7 punktów podczas kontrowersyjnego wyścigu o Grand Prix Stanów Zjednoczonych, kończąc wyścig na piątym i szóstym miejscu na sześciu startujących. Kiedy sponsorzy Friesachera przestali płacić za starty swojego podopiecznego, po Grand Prix Wielkiej Brytanii, Austriak zastąpiony został testerem Jordana, Holendrem Robertem Doornbosem. W ten sposób powstał pierwszy w pełni holenderski skład kierowców w historii Formuły 1.

## Właściciele Minardi
- 1985–2000 Giancarlo Minardi
  - 1996 Flavio Briatore (współwłaściciel)
  - 1996–2000 Gabriele Rumi (współwłaściciel)
- 2001–2005 Paul Stoddart

## Dalsze losy Minardi
Red Bull w Formule 1 jako sponsor udzielał się od przeszło 10 lat (sponsorował między innymi Saubera czy Arrowsa). W 2005 roku wykupiono zespół Jaguar Racing i jego entry-fee (prawo do startów w F1). W 2006 roku Red Bull utworzył z Minardi swój zespół "B", Scuderia Toro Rosso, zachowując jego włoskie korzenie. Szefem został były kierowca Formuły 1, Austriak Gerhard Berger. Paul Stoddart po sprzedaży zachował prawa do nazwy Minardi.

## Próby powrotu do Formuły 1
W 2006 roku, Paul Stoddart oświadczył, że zamierza powrócić z European Minardi F1 Team Limited do Formuły 1 w sezonie 2008. Aplikacja została jednak odrzucona przez FIA. 12. miejsce w stawce zostało przyznane Prodrive (które de facto nie wystartowało).
Dwa lata później Australijczyk oznajmił, że jest skłonny wrócić do Formuły 1, ale po rezygnacji z funkcji ówczesnego prezydenta FIA – Maksa Mosleya.
W 2010 roku, po niepowodzeniu US F1 Team pojawiły się spekulacje, jakoby Paul Stoddart miał powrócić do Formuły 1 i zgłosić Minardi do wyścigu o trzynaste miejsce w stawce w sezonie 2011, jednak 21 marca 2010 właściciel praw do Minardi kategorycznie zdementował te plotki.

## Minardi w innych seriach
Giancarlo Minardi i Paul Stoddart postanowili użyć marki Minardi w innych przedsięwzięciach.
1 stycznia 2006, Giancarlo Minardi odzyskał prawa do nazwy Minardi. 30 stycznia ogłosił, że posiada licencję na utworzenie zespołu Minardi Team w juniorskiej Europejskiej Formule 3000. Zespół w debiucie osiągnął spory sukces, zdobywając podium w rundzie na torze Spa w czerwcu 2006. W kolejnym sezonie Minardi Team połączył siły z występującym w serii GP2 zespole Piquet Sports, tworząc Minardi Piquet Sports. W sezonie 2008 Minardi wycofało się z serii i team powrócił do nazwy Piquet Sports.
Po fiasku rozmów z Fédération Internationale de l’Automobile na temat powrotu do Formuły 1, Stoddart zainteresował się amerykańską serią Champ Car. 18 grudnia 2006, Australijczyk potwierdził kupno pakietu kontrolnego zespołu CTE Racing-HVM występującego w serii Champ Car i zmianę nazwy na Minardi Team USA. W roku 2007 team odniósł duży sukces. Robert Doornbos odniósł dwa zwycięstwa oraz kilka podiów, zajmując trzecie miejsce na koniec sezonu i zdobywając nagrodę "Debiutanta Roku". Przed sezonem 2008 Stoddart wycofał swoje udziały i team przeszedł do serii IndyCar pod nazwą HVM.

## Starty w Formule 1
Źródło: Wyprzedź Mnie!
| Sezon | Nazwa                                   | Samochód   | Silnik                                              | Opony | Kierowcy                                                                  | Punkty | Msc. |
| ----- | --------------------------------------- | ---------- | --------------------------------------------------- | ----- | ------------------------------------------------------------------------- | ------ | ---- |
| 1985  | Minardi Team                            | M185       | Ford DFY 3.0 V8 Motori Moderni 615-90 1.5 V6T       | P     | Pierluigi Martini                                                         | 0      | NS   |
| 1986  | Minardi Team                            | M185B M186 | Motori Moderni 615-90 1.5 V6T                       | P     | Andrea de Cesaris Alessandro Nannini                                      | 0      | NS   |
| 1987  | Minardi Team                            | M187       | Motori Moderni 615-90 1.5 V6T                       | G     | Adrián Campos Alessandro Nannini                                          | 0      | NS   |
| 1988  | Lois Minardi Team                       | M188       | Ford DFZ 3.5 V8                                     | G     | Adrián Campos Pierluigi Martini Luis Pérez-Sala                           | 1      | 10   |
| 1989  | Minardi Team                            | M188B M189 | Ford DFR 3.5 V8                                     | P     | Pierluigi Martini Paolo Barilla Luis Pérez-Sala                           | 6      | 11   |
| 1990  | SCM Minardi Team                        | M189B M190 | Ford DFR 3.5 V8                                     | P     | Pierluigi Martini Paolo Barilla Gianni Morbidelli                         | 0      | NS   |
| 1991  | Minardi Team                            | M191       | Ferrari 037 3.5 V12                                 | G     | Pierluigi Martini Gianni Morbidelli Roberto Moreno                        | 6      | 7    |
| 1992  | Minardi Team                            | M191B M192 | Lamborghini 3512 3.5 V12                            | G     | Christian Fittipaldi Alessandro Zanardi Gianni Morbidelli                 | 1      | 12   |
| 1993  | Minardi Team                            | M193       | Ford HBC6 3.5 V8                                    | G     | Christian Fittipaldi Jean-Marc Gounon Fabrizio Barbazza Pierluigi Martini | 7      | 8    |
| 1994  | Minardi Scuderia Italia                 | M193B M194 | Ford HBC7/8 3.5 V8                                  | G     | Pierluigi Martini Michele Alboreto                                        | 5      | 10   |
| 1995  | Minardi Scuderia Italia                 | M195       | Ford EDM 3.0 V8                                     | G     | Pierluigi Martini Pedro Lamy Luca Badoer                                  | 1      | 10   |
| 1996  | Minardi Team                            | M195B      | Ford ED2 3.0 V8 Ford ED3 3.0 V8                     | G     | Pedro Lamy Giancarlo Fisichella Tarso Marques Giovanni Lavaggi            | 0      | NS   |
| 1997  | Minardi Team                            | M197       | Hart 630 AV7 3.0 V8                                 | B     | Ukyō Katayama Jarno Trulli Tarso Marques                                  | 0      | NS   |
| 1998  | Fondmetal Minardi Team                  | M198       | Ford JD Zetec-R 3.0 V10                             | B     | Shinji Nakano Esteban Tuero                                               | 0      | NS   |
| 1999  | Fondmetal Minardi Ford                  | M01        | Ford VJM1 Zetec-R 3.0 V10 Ford VJM2 Zetec-R 3.0 V10 | B     | Luca Badoer Stéphane Sarrazin Marc Gené                                   | 1      | 10   |
| 2000  | Telefonica Minardi Fondmetal            | M02        | Fondmetal RV10 3.0 V10                              | B     | Marc Gené Gastón Mazzacane                                                | 0      | NS   |
| 2001  | European Minardi F1                     | PS01       | European 3.0 V10                                    | M     | Fernando Alonso Tarso Marques Alex Yoong                                  | 0      | NS   |
| 2002  | KL Minardi Asiatech                     | PS02       | Asiatech AT02 3.0 V10                               | M     | Mark Webber Alex Yoong Anthony Davidson                                   | 2      | 9    |
| 2003  | European Minardi Cosworth               | PS03       | Cosworth CR-3 3.0 V10                               | B     | Justin Wilson Nicolas Kiesa Jos Verstappen                                | 0      | 10   |
| 2004  | Wilux Minardi Cosworth Minardi Cosworth | PS04B      | Cosworth CR-3L 3.0 V10                              | B     | Gianmaria Bruni Zsolt Baumgartner                                         | 1      | 10   |
| 2005  | Minardi F1 Team                         | PS04B PS05 | Cosworth CR-3L 3.0 V10 Cosworth TJ2005 3.0 V10      | B     | Christijan Albers Patrick Friesacher Robert Doornbos                      | 7      | 10   |